# Charlie Macartney
Charles George Macartney (né le 27 juin 1886, décédé le 9 septembre 1958) était un joueur de cricket australien. Il a disputé son premier test pour l'équipe d'Australie en 1907. Il était all-rounder.

## Équipes
- Nouvelle-Galles du Sud

## Récompenses individuelles
- Un de cinq joueurs de cricket de l'année 1922 (Wisden Cricketer of the Year) désignés par le Wisden Cricketers' Almanack.
- Membre de l'Australian Cricket Hall of Fame depuis 2007.

## Sélections
- 35 sélections en test cricket de 1907 à 1926.